# Mitralzelle
Mitralzellen sind pyramidenartige Nervenzellen im Riechkolben, Bulbus olfactorius und dem Bulbus olfactorius accessorius.

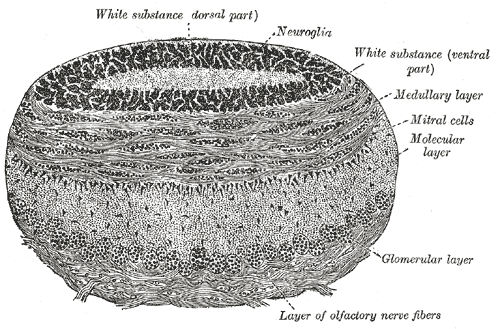
Frontalschnitt durch den Riechkolben

Bei den Säugetieren werden die Odorantien oder Duftstoffe im olfaktorischen Epithel wahrgenommen, das beim Menschen in der oberen Nasenmuschel sitzt. Dort befinden sich die olfaktorischen Sinneszellen, genauer die olfaktorische sensorische Neurone (OSN), diese generieren Reize die über den Riechkolben, Bulbus olfactorius an etwa 6–10 Millionen primäre Sinneszellen des Geruchssystems weitergeleitet werden.
Die olfaktorischen sensorischen Neuronen sind bipolare Neuronen mit einem Dendriten. Die Dendriten enden distal mit 5–10 sehr feinen unbeweglichen Zilien in einer dünnen mukösen Schicht, welche sich auf der Oberfläche des Epithels befindet. Am proximalen Pol der olfaktorisch sensorischen Nervenzelle führt von jedem dieser Neurone ein einzelnes Axon direkt in den Bulbus olfactorius. Hier befinden sich die Mitralzellen, die die Aktionspotentiale an höhere Hirnregionen weiterleiten.

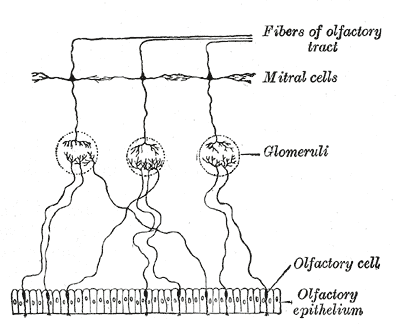
Schematische Darstellung der neuronalen Umschaltung im Riechkolben

Ihre Dendriten sind als sogenannte Riechpinsel, Penicilli olfactorii an der Konstitution der Glomerula olfactoria beteiligt, ihre Neuriten sammeln sich als markhaltige Nervenfasern im Tractus olfactorius also nach dem Umschaltung auf das zweite Neuron der Riechbahn.